# Donald W. Fisher
Donald William Fisher, genannt Don Fisher (* 8. September 1922 in Buffalo, New York; † 24. Dezember 2012 in Kinderhook, New York), war ein US-amerikanischer Geologe und Paläontologe. Er war Staatspaläontologe von New York.

## Leben und Werk
Don Fisher war der Sohn eines Lehrerehepaars und studierte Geologie an der University at Buffalo mit dem Bachelor-Abschluss 1944 sowie dem Master-Abschluss 1948. Er wurde 1952 an der University of Rochester promoviert, wobei er von 1949 bis 1952 am Union College unterrichtete. Ab 1953 war er beim Geological Survey von New York, bei dem er von 1955 bis 1982 Staatspaläontologe war.
Als Staatspaläontologe entwickelte er Korrelationsübersichten für das Kambrium, Ordovizium und Silur von New York und mit Kollegen eine Geologische Karte des Staates New York, die 1962 erschien. Er kartierte die Plattsburgh-Rouses Point Quadrangles, das zentrale Mohawk Valley und die Glens-Falls-Whitehall-Region. Er organisierte auch Exkursionen und betreute Studenten an verschiedenen Universitäten des Staates. Dank seiner Bemühung wurde Eurypterus remipes, ein Seeskorpion aus dem Silur, 1984 offiziell das Fossil des Staates New York (was er als Referenz für den Staatspaläontologen James Hall sah).
Im Ruhestand führte er einen 1976 eröffneten Laden für Gesteine, Mineralien und Fossilien (Fisher’s O. K. Rock Shop in Kinderhook, Columbia County, New York). Außerdem veröffentlichte er Bücher über die Geologie des Ostteils des Staates New York und die Niagara-Fälle.

## Schriften
- mit anderen unter Herausgeberschaft von Irving H. Tesmer: Colossal Cataract: The Geological History of Niagara Falls, State University of New York Press, Albany 1981
- mit Stephen L. Nightingale: The Rise and Fall of the Taconic Mountains: A Geological History of Eastern New York, Black Dome Press 2006
- mit Ingvar Isachsen, Lawrence Rickard, Terry W. Offield, John Gerard Broughton: Geological Map of New York, New York State Geological Survey, Albany 1962